# Championnat d'Irlande de football 2020
Navigation
Édition précédente Édition suivante
La saison 2020 du Championnat d'Irlande de football est la 100e saison du championnat national. Ce championnat se compose de deux divisions, la Premier Division, le plus haut niveau et la First Division, l’équivalent d’une deuxième division. Le Dundalk Football Club est le tenant du titre après sa victoire de 2019. 
Au terme d'une saison complètement chamboulée par la pandémie de Covid-19 et de fait raccourcie à dix-huit journées, les Shamrock Rovers remportent leur dix-huitième titre en devançant de onze points leur grand rival dublinois le Bohemian FC. Il s'agit du dix-huitième titre de champion pour les Rovers et le troisième en étant resté invaincu. Cork City FC est relégué trois saisons après avoir été champion d'Irlande. Il est accompagné en First Division par le Shelbourne FC battu lors de la finale des barrages de promotion-relégation.

## Les changements depuis la saison précédente

### Promotions et relégations
Au terme de la saison 2019, seulement une équipe est reléguée en First Division, UCD qui a terminé à la dernière place du championnat. A l'opposé une équipe est promue dans l'élite, Shelbourne Football Club vainqueur de la deuxième division. Shelbourne revient en première division après six ans d'absence. Finn Harps vainqueur des barrages conserve sa place dans l'élite.

## Organisation
Le championnat s'organise sur deux divisions avec un système de promotion et relégation entre les deux niveaux. Mais c'est en même temps un championnat fermé puisque sauf grande difficulté économique les équipes participantes sont assurées de se maintenir au sein de ces deux divisions professionnelles. L'accession au championnat d'Irlande se fait sur décision de la fédération irlandaise et acceptation de la totalité des équipes déjà membres. Le plus haut niveau, rassemblant les dix meilleures équipes, est la Premier Division. Le deuxième niveau, composé elle aussi de dix équipes, se nomme First Division.

### LaPremier division
La Premier Division se dispute selon le système d'une poule où toutes les équipes rencontrent quatre fois leurs adversaires. Chaque équipe dispute donc 36 matchs de championnat dans la saison. Le dernier de la division est automatiquement relégué en First Division. L'équipe classée à la neuvième place joue un match aller-retour de barrages contre le vainqueur du barrage d'accession de First Division. Le vainqueur de cette double confrontation se qualifiera pour la saison suivante de la Premier Division.

### LaFirst Division
La First Division se dispute selon le système d'une poule où toutes les équipes rencontrent trois fois leurs adversaires. Lors de la première partie de la saison, les équipes disputent deux rencontres une fois à domicile, une fois à l'extérieur. La troisième rencontre est tirée au sort et se jouera donc aléatoirement soit à domicile, soit à l'extérieur. Chaque équipe dispute donc 27 matchs de championnat dans la saison.
La première équipe au classement au terme de la saison accède directement à la Premier Division. Les équipes classées à la deuxième, troisième, quatrième et cinquième place participent aux barrages de promotion. Le premier tour de play-off se compose de deux matchs, le deuxième contre le cinquième et le troisième contre le quatrième en match aller-retour, le match retour se disputant sur le terrain du mieux classé. Les deux vainqueurs se rencontrent ensuite en matchs aller-retour, le match retour se disputant sur le terrain du mieux classé. Le vainqueur de ce dernier barrage dispute un match aller-retour contre l'équipe classée neuvième de Premier Division, le vainqueur disputant la première division irlandaise pour la saison suivante.

## Les 20 clubs participants
| \| Dublin: · Premier Div.: · Bohemian · Shamrock Rovers · St Pat's · Shelbourne FC · First Div.: · UCD · Cabinteely FC · Shamrock Rovers B Dublin Dundalk FC Sligo Rovers Derry City FC Cork City FC Waterford FC Finn Harps Bray Wanderers Galway FC Drogheda United Athlone Town Cobh Ramblers FC Longford Town Wexford FC \| Localisation des clubs engagés dans le championnat. |
| Dublin: · Premier Div.: · Bohemian · Shamrock Rovers · St Pat's · Shelbourne FC · First Div.: · UCD · Cabinteely FC · Shamrock Rovers B Dublin Dundalk FC Sligo Rovers Derry City FC Cork City FC Waterford FC Finn Harps Bray Wanderers Galway FC Drogheda United Athlone Town Cobh Ramblers FC Longford Town Wexford FC                                                           |

| \| Bohemian Shamrock Rovers St. Patrick's Shelbourne UCD Cabinteely \| Localisation des clubs dublinois. |
| Bohemian Shamrock Rovers St. Patrick's Shelbourne UCD Cabinteely                                         |

Liste des clubs de Premier Division
| Équipe                               | Ville      | Manager                        | Stade              | Capacité | Fondation |
| ------------------------------------ | ---------- | ------------------------------ | ------------------ | -------- | --------- |
| Bohemian Football Club               | Dublin     | Keith Long                     | Dalymount Park     | 7 955    | 1890      |
| Cork City Football Club              | Cork       | Neale Fenn                     | Turners Cross      | 7 485    | 1984      |
| Derry City Football Club             | Derry      | Declan Devine                  | Brandywell Stadium | 8 200    | 1928      |
| Dundalk Football Club                | Dundalk    | Vinny Perth Filippo Giovagnoli | Oriel Park         | 6 000    | 1903      |
| Finn Harps Football Club             | Ballybofey | Ollie Horgan                   | Finn Park          | 6 000    | 1954      |
| Shamrock Rovers Football Club        | Dublin     | Stephen Bradley                | Tallaght Stadium   | 5 700    | 1901      |
| Shelbourne Football Club             | Dublin     | Ian Morris                     | Tolka Park         | 9 680    | 1895      |
| Sligo Rovers Football Club           | Sligo      | Liam Buckley                   | The Showgrounds    | 5 500    | 1928      |
| St. Patrick's Athletic Football Club | Dublin     | Stephen O'Donnell              | Richmond Park      | 5 340    | 1929      |
| Waterford Football Club              | Waterford  | Alan Reynolds John Sheridan    | RSC                | 3 100    | 1930      |

Liste des clubs de First Division
| Équipe                                              | Ville     | Manager                    | Stade               | Capacité | Fondation |
| --------------------------------------------------- | --------- | -------------------------- | ------------------- | -------- | --------- |
| Athlone Town Football Club                          | Athlone   | Adrian Carbury             | Lissywoolen Stadium | 5 000    | 1887      |
| Bray Wanderers Association Football Club            | Bray      | Gary Cronin                | Carlisle Grounds    | 3 250    | 1942      |
| Cabinteely Football Club                            | Dublin    | Pat Devlin                 | Stradbrook          | 1 000    | 1967      |
| Cobh Ramblers Football Club                         | Cobh      | Stuart Ashton              | St. Colman's Park   | 5 000    | 1922      |
| Drogheda United Football Club                       | Drogheda  | Tim Clancy                 | United Park         | 2 000    | 1975      |
| Galway Football Club                                | Galway    | Alan Murphy John Caulfield | Eamonn Deacy Park   | 5 000    | 2013      |
| Longford Town Football Club                         | Longford  | Daire Doyle                | Flancare Park       | 6 850    | 1924      |
| Shamrock Rovers Football Club B                     | Dublin    | Aiden Price                | Tallaght Stadium    | 5 700    | 2020      |
| University College Dublin Association Football Club | Dublin    | Andy Myler                 | UCD Bowl            | 3 000    | 1895      |
| Wexford Football Club                               | Crossabeg | Brian O'Sullivan           | Ferrycarrig Park    | 2 500    | 2007      |

## Premier Division

### La pré-saison
L'inter-saison en matière de transfert a été assez agitée. Le meilleur buteur de la saison 2019, l'anglais Junior Ogedi-Uzokwe, prêté par le Colchester United au Derry City FC est retourné dans son club pour être ensuite transféré à l'Hapoel Hadera en Israël.
Les deux clubs favoris des pronostiqueurs,,, Dundalk FC et les Shamrock Rovers ont peu fait évoluer leurs effectifs avec seulement deux et quatre nouvelles arrivées respectivement. Ces arrivées sont néanmoins très ciblées avec des éléments très prometteurs comme Rhys Marshall en provenance de Glenavon ou l'espoir Liam Scales en provenance de UCD aux Rovers et Cammy Smith en provenance de Dundee United ou Darragh Leahy venant des Bohemians à Dundalk.
Les flux de transferts s'organisent en plusieurs tendances : les transferts entre clubs irlandais qui représentent la grande majorité des mouvements de joueurs ; les transferts avec les clubs d'Irlande du Nord qui augmentent très fortement dans les deux sens ; les transferts avec les clubs de Grande-Bretagne, essentiellement Angleterre et Écosse, qui sont historiquement forts avec de très nombreux jeunes joueurs qui tentent leur chance soit dans les équipes de jeunes soit dans les quatre divisions professionnelles d'Angleterre ou qui voient des joueurs revenir dans le championnat national faute d'avoir pu percer outre mer d'Irlande et les transferts avec les clubs nord-américains étant en pleine expansion viennent faire leur marché dans les îles britanniques.

### Les moments forts de la saison

#### Cinq premières journées
Le premier moment fort de la saison arrive dès la deuxième journée : lors de la victoire 6-0 des Shamrock Rovers sur Cork City FC, Graham Burke marque cinq buts. Cet exploit permet à son club de prendre la première place du classement.
Les deux grands favoris de la compétition se rencontrent lors de la quatrième journée. Dundalk FC, tenant du titre, et les Shamrock Rovers, vainqueur de la coupe d'Irlande en 2019, sont alors invaincus et premiers exæquo du championnat. Jouant à domicile, les Rovers l'emportent après un match de haute intensité devant plus de 7 500 spectateurs, un record, sur le score de 3 buts à 2. Les Shamrock Rovers marquent donc un grand coup pour affirmer leur envie de ravir le titre à leur principal opposant.

#### Interruption due à la pandémie de Covid-19
Le vendredi 15 mai 2020 la FAI annonce le prolongement de l'interdiction de la pratique du football jusqu'au 20 juillet. D'ici là, un programme différencié est mis en place. Les clubs concernés par les compétitions européennes, Dundalk, Shamrock Rovers, Derry City et Bohemians, sont autorisés à reprendre l'entrainement à partir du 8 juin et après avoir subis une série de tests à partir du 26 mai. Un tournoi à huis clos se déroulera sur terrain neutre pour qu'ils puissent se préparer aux échéances européennes. L'ensemble des autres équipes, de Premier division ou de first division pourront reprendre l'entrainement à partir du 28 juin.
Le 30 juin 2020 le comité exécutif de la ligue annonce la reprise du championnat pour le vendredi 31 juillet. Le championnat est raccourci à 18 journées y compris les journées disputées jusqu'à présent. La compétition comptera donc un unique ensemble de matchs aller-retour. Le système de promotion-relégation tel qu'il était prévu en début de saison est maintenu dans son intégralité.

#### Reprise du championnat
Après 146 jours d'interruption, le championnat reprend le 31 juillet 2020 pour terminer une saison réduite à dix-huit journées. Les matchs se déroulent à huis clos. Les rares personnes admises, officiels ou journalistes par exemple, dans l'enceinte du stade sont soumises à des procédures sanitaires strictes comme une mesure systématique de la température corporelle à l'entrée des stades.
Les clubs ont profité de l'intersaison des championnats d'été pour modifier une partie de leurs effectifs avec des départs et des arrivées de joueurs. Les plus marquants sont les retours de deux joueurs, Junior Ogedi-Uzokwe le meilleur buteur de la saison 2019 revient dans le championnat après un court passage dans le championnat israélien mais cette fois-ci au sein de Sligo Rovers ; David McMillan, lui revient à Dundalk après trois saisons dans le championnat écossais. Waterford de son côté a changé d'entraineur, l'international irlandais John Sheridan remplaçant Alan Reynolds parti seconder Vinnie Perth à Dundalk.
Lors de la première journée post-interruption, la victoire des Shamrock Rovers sur Finn Harps combinée au match nul concédé par Dundalk FC sur son terrain contre St Patrick’s Athletic permet aux premiers de compter cinq points d'avance sur le champion en titre. 
Dès le 4 août, la Covid-19 reprend le dessus : le match entre Sligo et Waterford est reporté à cause d'un test positif pour un joueur de Waterford.
Lors de la huitième journée les Shamrock Rovers perdent à Richmond Park le terrain de St. Patrick's Athletic FC ses premiers points en concédant un match nul 0-0.
Le 20 août 2020, après une défaite 3-0 en Slovénie sur le terrain du NK Celje au titre du premier tour des qualifications à la Ligue des champions, Dundalk FC annonce le départ de son entraîneur Vinny Perth par consentement mutuel. Un intérim est mis en place jusqu'à la nomination d'un nouveau manager.
A la moitié du championnat, soit après neuf journées, deux équipes semblent vouloir s'échapper : les Shamrock Rovers et les Bohemians comptent déjà huit et neuf points d'avance sur leurs poursuivants. Dundalk, le tenant du titre est largement décollé du duo de tête et connait de nombreux soubresauts en son sein avec le départ successif de son entraineur puis de ses deux adjoints. Les dernières places sont occupées par les Finn Harps et Cork City, une vraie surprise pour ce dernier puisque deux saisons auparavant il luttait pour le titre. Les corkmens devront faire une excellente deuxième partie de saison s'ils veulent sauver leur place dans l'élite.
Lors de la treizième journée, les Shamrock Rovers frappent très fort en battant sèchement les tenants du titre 4-0 à Oriel Park les éliminant ainsi de fait de la course au titre. Cette victoire met fin à une série de 26 matchs consécutifs sans défaite de Dundalk sur son terrain. Mais pour Dundalk cette défaite s'explique par le fait que le club est en pleine campagne européenne : un seul des onze titulaire de la dernière rencontre de Ligue Europa n'a été titulaire pour cette rencontre, l'essentiel de l'effectif ayant été préservé pour jouer le match de barrage leur permettant d'accéder aux matchs de poule de la compétition européenne. A cinq journées du championnat les Rovers comptent huit points d'avance sur les Bohemians qui paraissent les seuls à pouvoir encore les empêcher de remporter le titre.
Lors de la quatorzième journée, la victoire 4-0 des Shamrock Rovers sur Sligo combinée à la défaite de Waterford contre Derry City assure une place européenne au leaders du championnat et les rapproche encore un peu plus du titre. Il ne leur reste que six point prendre pour assurer un dix-huitième titre de champion.
Alors que les Shamrock Rovers s'avançaient vers un dix-neuvième titre possiblement dès la seizième journée, tout semble chamboulé. Le 15 octobre 2020, les Shamrock annoncent deux cas de Covid-19 dans son effectif : celui de Jack Byrne testé positif lors du rassemblement de l'équipe nationale pour la Ligue des Nations et celui d'Aaron Green. Dès lors les trois matchs restant à disputer sont immédiatement repoussés à des dates ultérieures.
Lors de la 17e journée, Finn Harps s'impose sur le terrain des Bohemians. Cette victoire a deux conséquences immédiates : elle offre le titre aux Shamrock Rovers car les Bohs ne peuvent plus rejoindre leurs adversaires et elle condamne le Cork City FC à la deuxième division.
Lors de la dernière journée, les Shamrock Rovers maintiennent leur invincibilité en battant Shelbourne. Cette victoire relègue Shelbourne à la neuvième place car dans le même temps Finn Harps, à la surprise générale, a battu Waterford et sauve sa place dans l'élite après été relégable pendant l'immense majorité de la saison. Dundalk de son côté, malgré une défaite à domicile contre Sligo sauve sa troisième place synonyme de qualification européenne.
Trois jours après la fin du championnat, le classement final est largement remis en cause à la suite d'une plainte déposée par le Waterford FC auprès de la Ligue d'Irlande. Finn Harps aurait fait jouer lors de la dernière journée un joueur qui aurait dû être suspendu. Cette plainte remet en cause à la fois l'attribution de la troisième place et les barrages de relégation. Cette réclamation a peu de chances d'aboutir car elle fait suite à une erreur de transmission de la suspension du joueur par la FAI et que deux jours plus tard le matche de barrage entre Shelbourne et Longford a été joué.

### Classement
| Rang | Équipe                    | Pts | J  | G  | N | P  | Bp | Bc | Diff |
| ---- | ------------------------- | --- | -- | -- | - | -- | -- | -- | ---- |
| 1    | Shamrock Rovers           | 48  | 18 | 15 | 3 | 0  | 44 | 7  | +37  |
| 2    | Bohemian FC               | 37  | 18 | 12 | 1 | 5  | 23 | 12 | +11  |
| 3    | Dundalk FC T C            | 26  | 18 | 7  | 5 | 6  | 25 | 23 | +2   |
| 4    | Sligo Rovers              | 25  | 18 | 8  | 1 | 9  | 19 | 22 | -3   |
| 5    | Waterford FC              | 24  | 18 | 7  | 3 | 8  | 17 | 22 | -5   |
| 6    | St. Patrick's Athletic FC | 21  | 18 | 5  | 6 | 7  | 14 | 17 | -3   |
| 7    | Derry City FC             | 20  | 18 | 5  | 5 | 8  | 18 | 18 | 0    |
| 8    | Finn Harps                | 20  | 18 | 5  | 5 | 8  | 15 | 24 | -9   |
| 9    | Shelbourne FC P           | 19  | 18 | 5  | 4 | 9  | 13 | 22 | -9   |
| 10   | Cork City FC              | 11  | 18 | 2  | 5 | 11 | 10 | 30 | -20  |

| Légende : Qualifications et relégations | Légende : Qualifications et relégations                                                                            |
| --------------------------------------- | --- |
|                                         | Champion d'Irlande et Ligue des champions 2021-2022, premier tour de qualification                                 |
|                                         | Ligue Europa Conférence 2021-2022, premier tour de qualification                                                   |
|                                         | Barrage de relégation en deuxième division                                                                         |
|                                         | Relégation en deuxième division                                                                                    |
|                                         | T : Tenant du titre P : Promu C : Vainqueur de la Coupe d'Irlande 2020 CL : Vainqueur de la Coupe de la Ligue 2020 |

### Résultats
| Résultats (▼dom., ►ext.)                                   | BOH | COR | DER | DUN | FIN | SHA | SHE | SLI | PAT | WAT |
| Bohemian FC                                                |     | 3-0 | 2-1 | 2-1 | 0-2 | 0-1 | 2-0 | 2-0 | 2-0 | 0-2 |
| Cork City FC                                               | 0-1 |     | 1-1 | 0-2 | 1-0 | 0-3 | 0-1 | 3-0 | 1-2 | 0-0 |
| Derry City FC                                              | 2-0 | 3-1 |     | 1-2 | 1-1 | 1-2 | 2-0 | 0-2 | 0-0 | 2-0 |
| Dundalk FC                                                 | 0-0 | 3-0 | 1-0 |     | 0-0 | 0-4 | 3-2 | 0-2 | 1-1 | 2-2 |
| Finn Harps                                                 | 2-0 | 1-1 | 0-0 | 0-4 |     | 0-2 | 0-1 | 1-0 | 3-2 | 1-0 |
| Shamrock Rovers                                            | 1-0 | 6-0 | 2-0 | 3-2 | 3-1 |     | 0-0 | 4-0 | 0-0 | 6-1 |
| Shelbourne FC                                              | 1-3 | 1-1 | 1-1 | 1-2 | 1-1 | 0-2 |     | 1-0 | 1-0 | 0-1 |
| Sligo Rovers                                               | 0-1 | 2-1 | 1-0 | 3-1 | 3-1 | 2-3 | 2-1 |     | 0-2 | 2-1 |
| St. Patrick's Athletic FC                                  | 1-2 | 1-0 | 0-2 | 1-1 | 2-0 | 0-0 | 2-0 | 0-0 |     | 0-1 |
| Waterford FC                                               | 0-2 | 0-0 | 2-1 | 1-0 | 2-3 | 0-2 | 0-1 | 1-0 | 3-0 |     |
| - Victoire à domicile - Match nul - Victoire à l'extérieur |     |     |     |     |     |     |     |     |     |     |

### Statistiques

#### Évolution du classement
| Club                      | 1 | 2  | 3  | 4  | 5  | 6  | 7  | 8  | 9  | 10 | 11 | 12 | 13 | 14 | 15 | 16 | 17 | 18 |
| ------------------------- | - | -- | -- | -- | -- | -- | -- | -- | -- | -- | -- | -- | -- | -- | -- | -- | -- | -- |
| Dundalk FC                | 1 | 2  | 2  | 2  | 2  | 2  | 3  | 3  | 3  | 4  | 3  | 3  | 3  | 3  | 3  | 3  | 3  | 3  |
| Shamrock Rovers           | 1 | 1  | 1  | 1  | 1  | 1  | 1  | 1  | 1  | 1  | 1  | 1  | 1  | 1  | 1  | 1  | 1  | 1  |
| Bohemian FC               | 6 | 4  | 3  | 3  | 3  | 3  | 2  | 2  | 2  | 2  | 2  | 2  | 2  | 2  | 2  | 2  | 2  | 2  |
| Derry City FC             | 6 | 8  | 5  | 7  | 7  | 6  | 7  | 8  | 5  | 7  | 6  | 6  | 7  | 7  | 7  | 7  | 7  | 7  |
| St. Patrick's Athletic FC | 6 | 5  | 7  | 4  | 4  | 7  | 4  | 4  | 6  | 8  | 8  | 8  | 6  | 6  | 5  | 6  | 6  | 6  |
| Waterford FC              | 1 | 7  | 8  | 6  | 6  | 4  | 5  | 5  | 8  | 3  | 4  | 4  | 4  | 4  | 4  | 4  | 4  | 5  |
| Sligo Rovers              | 6 | 9  | 10 | 10 | 10 | 9  | 8  | 7  | 4  | 5  | 5  | 7  | 5  | 5  | 6  | 5  | 5  | 4  |
| Cork City FC              | 6 | 10 | 9  | 9  | 9  | 10 | 10 | 9  | 10 | 9  | 10 | 10 | 10 | 10 | 10 | 10 | 10 | 10 |
| Finn Harps                | 1 | 3  | 6  | 8  | 8  | 8  | 9  | 10 | 9  | 10 | 9  | 9  | 9  | 9  | 9  | 9  | 9  | 8  |
| Shelbourne                | 1 | 6  | 4  | 5  | 5  | 5  | 6  | 6  | 7  | 6  | 7  | 7  | 8  | 8  | 8  | 8  | 8  | 9  |

## First Division
Le mois de décembre 2019 est agité. La FAI est en grande difficulté financière et son indépendance économique est mise à mal après la découverte de pertes financières importantes. Dans le même temps le club de Limerick doit faire face à une mise sous tutelle par le tribunal de commerce à cause d'un déficit très important. Après avoir été sanctionné de 26 points au terme de la saison 2019, le club risque alors la disparition pure et simple. 
Pour ne pas diminuer le nombre d'équipes participantes à la First Division, la FAI réfléchit à donner la possibilité aux Shamrock Rovers d'engager une deuxième équipe comme cela avait été le cas au début des années 2010. Mais cette possibilité ne plait pas forcément aux équipes disputant actuellement cette compétition. Regroupées au sein d'une association, la First Division Alliance, ils publient le 31 décembre 2019 une tribune où ils avancent quelques points : l'engagement d'une équipe B n'apporterai rien au championnat et créerai un dangereux précédent ; l'Alliance préférerai une compétition avec deux rencontres aller-retour au lieu des trois rencontres organisées jusqu'à présent pour pallier le manque de match à domicile occasionné par le retrait de Limerick ; l'Alliance demande que toute évolution soit d'abord discutée avec les clubs plutôt que décidée à huis-clos dans les bureaux de la FAI. Malgré cette opposition unanime, la Ligue d'Irlande valide l'introduction d'une équipe B des Shamrock Rovers dans le championnat le 7 janvier et propose à la FAI d'avaliser cette décision, ce qu'elle fait deux jours après. La réaction des clubs de First Division est immédiate : les clubs se déclarent prêts à poursuivre la Ligue et la Fédération en justice pour faire annuler cette décision.
Viennent ensuite de nombreuses tergiversations qui démontrent l'état de désorganisation de la fédération irlandaise pendant cette inter-saison. Après avoir édité un calendrier avec dix équipes dont l'équipe B des Shamrock Rovers, la FAI accepte que le Limerick FC puisse déposer une candidature à une licence professionnelle lui permettant de disputer le championnat. La fédération édite alors un calendrier officiel à onze équipes comprenant donc l'équipe B des Shamrock Rovers et le Limerick FC. Enfin, le 12 février 2020, la FAI annonce de manière définitive que le championnat se disputera bien à dix équipes, sans Limerick et avec les Shamrock Rovers B.
Lorsque la saison commence le 21 février 2020, la tension ne retombe pas. La First Division Alliance annonce qu'il n'y aura aucun boycott au moment de jouer contre les Shamrock Rovers B, mais que ces matchs auront lieu sous le signe de la protestation (« under protest »). L'Alliance obtient de Gary Owens, président de la FAI et de Niall Quinn son directeur, qu'un état des lieux sera fait au bout de six mois.
Après sept journées, le seul club invaincu est le cabinteely Football Club. Il s'affirme clairement alors comme un des favoris pour la montée en Premier League confirmant ainsi les progès entrevus la saison précédente.
A la moitié du championnat, soit après neuf journées disputées, le championnat s'avère particulièrement serré puisque les cinq premiers se tiennent en deux petits points. Si Cabinteely reste à la première place, il vient de subir deux défaites de suite. Lors de la journée suivante, Cabinteely perd pour la première fois de la saison la place de leader après une troisième défaite consécutive sur le terrain de Drogheda United.
Lors de la quatorzième journée, Drogheda United prend la tête du championnat en battant sur son terrain le leader Bray Wanderers. Ces deux équipes semblent alors se détacher pour lutter pour le titre de champion et la montée directe en Premier Division. Dès la journée suivante, un coup de théâtre se produit : Drogheda perd 0-2 à domicile contre une des équipes les plus faibles du championnat ces dernières années, Athlone Town. Cette défaite surprise permet à Bray de prendre deux points d'avance consécutivement à une victoire à l'extérieur contre UCD. 
Renversement de situation lors de la 17e et avant-dernière journée, avec la défaite à domicile de Bray contre Galway. Dans le même temps Drogheda s'impose contre le dernier, Wexford et prend la tête du championnat juste pour la dernière journée.
Lors de la dernière journée Drogheda et Bray remportent tous les deux leurs matchs. Drogheda termine donc à la première place et est promu en Premier League pour la saison 2021. Bray, UCD Longford et Galway disputent les barrages.

### Classement de laFirst Division
| Rang | Équipe              | Pts | J  | G  | N | P  | Bp | Bc | Diff |
| ---- | ------------------- | --- | -- | -- | - | -- | -- | -- | ---- |
| 1    | Drogheda United     | 39  | 18 | 12 | 3 | 3  | 38 | 17 | +21  |
| 2    | Bray Wanderers      | 38  | 18 | 12 | 2 | 4  | 30 | 13 | +17  |
| 3    | UCD R               | 30  | 18 | 9  | 3 | 6  | 43 | 22 | +21  |
| 4    | Longford Town       | 29  | 18 | 9  | 2 | 7  | 26 | 22 | +4   |
| 5    | Galway FC           | 27  | 18 | 7  | 6 | 5  | 24 | 17 | +7   |
| 6    | Cobh Ramblers FC    | 27  | 18 | 7  | 3 | 7  | 22 | 20 | +2   |
| 7    | Cabinteely FC       | 26  | 18 | 8  | 2 | 8  | 22 | 33 | -11  |
| 8    | Shamrock Rovers B P | 15  | 18 | 4  | 3 | 11 | 21 | 28 | -7   |
| 9    | Athlone Town        | 12  | 18 | 3  | 3 | 12 | 21 | 43 | -22  |
| 10   | Wexford FC          | 12  | 18 | 3  | 3 | 12 | 13 | 39 | -26  |

| Légende : Qualifications et relégations | Légende : Qualifications et relégations            |
| --------------------------------------- | -------------------------------------------------- |
|                                         | Monte en Première Division                         |
|                                         | Barrages pour l'accession en Première Division     |
|                                         | R : Reléguée de Première Division P : Nouveau club |

### Résultats de laFirst Division
| Résultats (▼dom., ►ext.)                                   | ATH | BRW | CAB | COB | DRO | GAL | LGF | SHB | UCD | WEX |
| Athlone Town                                               |     | 0-1 | 1-3 | 2-1 | 3-3 | 1-4 | 0-4 | 0-4 | 2-4 | 1-3 |
| Bray Wanderers                                             | 3-1 |     | 3-0 | 0-0 | 0-1 | 0-1 | 3-0 | 1-0 | 2-0 | 2-0 |
| Cabinteely FC                                              | 1-1 | 4-2 |     | 1-0 | 0-2 | 0-1 | 0-3 | 1-0 | 0-3 | 1-5 |
| Cobh Ramblers FC                                           | 3-2 | 1-2 | 1-2 |     | 0-2 | 2-2 | 2-0 | 0-0 | 0-6 | 4-0 |
| Drogheda United                                            | 0-2 | 3-1 | 5-1 | 0-1 |     | 1-0 | 0-1 | 3-2 | 5-1 | 2-0 |
| Galway FC                                                  | 2-2 | 0-0 | 0-2 | 0-1 | 1-3 |     | 0-1 | 2-1 | 2-2 | 1-0 |
| Longford Town                                              | 2-0 | 0-2 | 1-3 | 0-1 | 1-1 | 2-6 |     | 2-0 | 3-1 | 3-1 |
| Shamrock Rovers B                                          | 3-1 | 0-2 | 0-2 | 0-1 | 2-2 | 1-1 | 1-2 |     | 2-5 | 2-0 |
| UCD                                                        | 2-1 | 1-3 | 5-1 | 1-0 | 1-3 | 0-3 | 0-0 | 3-1 |     | 8-0 |
| Wexford FC                                                 | 0-1 | 1-3 | 0-0 | 0-4 | 0-3 | 0-0 | 2-1 | 0-2 | 1-1 |     |
| - Victoire à domicile - Match nul - Victoire à l'extérieur |     |     |     |     |     |     |     |     |     |     |

## Matchs de barrage

### Premier tour
| Premier tour | Bray Wanderers | 0-1   | Galway FC         | Carlisle Grounds                                  |                                                   |
| 15:00        |                | (0-0) | Wilson Waweru 81e | Spectateurs : huis-clos Arbitrage : Eoghan O'Shea | Spectateurs : huis-clos Arbitrage : Eoghan O'Shea |

| Premier tour | UCD                                 | 2-3             | Longford Town                             | UCD Bowl                                             |                                                      |
| 15:00        | Colm Whelan 18e · Yousef Mahdy 110e | (1-0, 1-1, 2-1) | Joe Gorman 90e 114e · Dean Byrne 120 + 1e | Spectateurs : huis-clos Arbitrage : Kevin O'Sullivan | Spectateurs : huis-clos Arbitrage : Kevin O'Sullivan |

### Deuxième tour
| Deuxième tour         | Galway FC         | 1-2   | Longford Town                       | UCD Bowl                                          |                                                   |
| 6 novembre 2020 19:45 | Vinny Faherty 88e | (0-1) | Karl Chambers 43e · Aodh Dervin 81e | Spectateurs : huis-clos Arbitrage : Mark Moynihan | Spectateurs : huis-clos Arbitrage : Mark Moynihan |

### Barrage de promotion/relégation
Longford Town remporte la finale des barrages en battant sur terrain neutre et à huis-clos l'équipe de Premier Division le Shelbourne FC 1 but à 0. Les dublinois étaient réduits à 10 depuis la 23e minute de la première mi-temps à la suite du deuxième carton jaune reçu par le défenseur Luke Byrne. Côté Longford, le héros du match est Rob Manley qui a près avoir raté un pénalty en milieu de première mi-temps a offert la victoire à son club à la 54e minute.
| Barrage                | Shelbourne FC | 0-1   | Longford Town  | Richmond Park                                  |                                                |
| 15 novembre 2020 14:30 |               | (0-0) | Rob Manley 54e | Spectateurs : Huis-clos Arbitrage : Neil Doyle | Spectateurs : Huis-clos Arbitrage : Neil Doyle |

## Statistiques

### Meilleurs buteurs
| Place              | Joueur         | Club | Buts            |
| ------------------ | -------------- | ---- | --------------- |
| Médaille d'or      | Patrick Hoban  | 10   | Dundalk FC      |
| Médaille d'argent  | Jack Byrne     | 9    | Shamrock Rovers |
| Médaille de bronze | Graham Burke   | 8    | Shamrock Rovers |
| Médaille de bronze | Andre Wright   | 8    | Bohemian FC     |
| 5                  | Daniel Grant   | 7    | Bohemian FC     |
| 5                  | Aaron Greene   | 7    | Shamrock Rovers |
| 7                  | Rónán Coughlan | 6    | Sligo Rovers    |
| 8                  | Michael Duffy  | 4    | Dundalk FC      |

| Place              | Joueur           | Club | Buts               |
| ------------------ | ---------------- | ---- | ------------------ |
| Médaille d'or      | Yousef Mahdy     | 15   | UCD                |
| Médaille d'argent  | Colm Whelan      | 14   | UCD                |
| Médaille de bronze | Mark Doyle       | 13   | Drogheda United    |
| 4                  | Rob Manley       | 9    | Longford Town      |
| -                  | Brandon Kavanagh | 9    | Shamrock Rovers II |
| 6                  | Ronan Manning    | 8    | Athlone Town       |
| 7                  | Gary Shaw        | 7    | Bray Wanderers     |

## Bilan de la saison
| Championnat d'Irlande de football 2020                       |                                                           |
| Champion                                                     | Shamrock Rovers Football Club (18e titre)                 |
| Dauphin                                                      | Bohemian Football Club                                    |
| Coupes et trophées                                           |                                                           |
| Vainqueur de la Coupe d'Irlande 2020                         | Dundalk Football Club                                     |
| Vainqueur de la Coupe de la Ligue d'Irlande de football 2020 | édition annulée                                           |
| Qualifications continentales                                 |                                                           |
| Ligue des champions de l'UEFA 2021-2022                      | Shamrock Rovers Football Club                             |
| Ligue Europa Conférence 2021-2022                            | Bohemian Football Club                                    |
| Ligue Europa Conférence 2021-2022                            | Dundalk Football Club                                     |
| Ligue Europa Conférence 2021-2022                            | Sligo Rovers Football Club                                |
| Promotions et relégations                                    |                                                           |
| Promus en Premier Division                                   | Drogheda United Football Club Longford Town Football Club |
| Relégués en First Division                                   | Cork City Football Club Shelbourne Football Club          |